# Liste der Baudenkmäler in Detmold-Barkhausen
Die Liste der Baudenkmäler in Detmold-Barkhausen enthält die denkmalgeschützten Bauwerke auf dem Gebiet von Detmold-Barkhausen in Nordrhein-Westfalen (Stand: September 2024). Diese Baudenkmäler sind in der Denkmalliste der Stadt Detmold eingetragen; Grundlage für die Aufnahme ist das Denkmalschutzgesetz Nordrhein-Westfalen (DSchG NRW).
| Bild           | Bezeichnung                                  | Lage                                  | Beschreibung | Bauzeit | Eingetragen seit | Denkmal- nummer |
| -------------- | -------------------------------------------- | ------------------------------------- | ------------ | ------- | ---------------- | --------------- |
| weitere Bilder | Fachwerkspeicherbau                          | Barkhausen Steinkuhlenstraße 30 Karte |              |         | 19. Mai 1993     | 414             |
| weitere Bilder | Fachwerkbauernhaus                           | Barkhausen Passadestraße 11 Karte     |              |         | 7. August 1995   | 475             |
| weitere Bilder | Wohnhaus mit Einfriedungsmauer der Hofanlage | Barkhausen Kreuzbuschweg 2 Karte      |              | 1910    | 5. Oktober 2005  | 704             |

- Karte mit allen Koordinaten:
- OSM |
- WikiMap